# Marehra
Marehra es un pueblo y municipio situado en el  distrito de Etah en el estado de Uttar Pradesh (India). Su población es de 19542 habitantes (2011). Se encuentra a 21 km de Etah, a 255 km de Lucknow y a 200 km de Delhi.

## Demografía
Según el  censo de 2011 la población de Marehra era de 19542 habitantes, de los cuales el 53% eran hombres y 47% eran mujeres. Marehra tiene una tasa media de alfabetización del 51%, inferior a la media nacional del 59,5%: la alfabetización masculina es del 60%, y la alfabetización femenina del 40%.